# Tove Edfeldt
Tove Anna Maja Edfeldt (* 24. November 1983) ist eine schwedische Schauspielerin.

## Leben
Edfeldts Mutter Catti Edfeldt war 1986 beim Film Die Kinder von Bullerbü sowohl als Schauspielerin als auch als Regieassistentin tätig und ließ ihre eigene Tochter die Rolle der Kerstin mimen. So kam Edfeldt bereits im Alter von zwei Jahren mit dem Filmgeschäft in Berührung. Auch mit ihrer jüngeren Schwester Fanny Edfeldt spielte sie bereits zusammen. 2001 erschien Eva und Adam – Vier Geburtstage und ein Fiasko. 
Nach ihrem Besuch des St.-Eriks-Gymnasiums mit Schwerpunkt Musik von 1999 bis 2002 besuchte sie von 2004 bis 2008 die Schauspielschule Teaterhögskolan i Stockholm.
Neben ihren Engagements im Fernsehen und Kino tritt Edfeldt auch im Theater auf. So wurde ihre Darstellung in Ansikten i vattnet vielfach gelobt. Die Inszenierung sei ein Rausch (Iscensättningen är ett rus) und sie schaffe es, Janet Frames Worte mit junger Energie und einem unruhigen Verlangen zu füllen (Hon ger Frames ord en ung energi, en rastlös vilja med konturskarpa bilder frusna till ord), schrieb Lars Ring. Auch ihre folgende Rolle in Evigt Ung erntete so viel Lob, dass ihr durch eine Vertragsauflösung die Chance gewährt wurde, ans Königliche Dramatische Theater nach Stockholm zu wechseln. Ab Februar 2011 spielte sie dort in I lusthuset von Jane Bowles.
Edfeldt leidet sowohl an Dyslexie als auch an Arachnophobie.

## Filmografie (Auswahl)
- 1986: Wir Kinder aus Bullerbü (Alla vi barn i Bullerbyn)
- 1987: Neues von uns Kindern aus Bullerbü (Mer om oss barn i Bullerbyn)
- 1997: Ich hätte Nein sagen können (Sanning eller konsekvens)
- 2000: Children of the Luna (Fernsehserie, 8 Episoden)
- 2001: Eva und Adam – Vier Geburtstage und ein Fiasko (Eva & Adam fyra födelsedagar och ett fiasko)
- 2001: Ensamrummet (Fernsehfilm)
- 2002: Bella bland kryddor och kriminella (Fernsehserie, 2 Episoden)
- 2003: Hannah med H
- 2006: Innan du slår i marken (Kurzfilm)
- 2011: The Stig-Helmer Story
- 2018: Ted – Show Me Love (Ted – För kärlekens skull)
- 2018: Mord im Mittsommer (Morden i Sandhamn, Fernsehserie, 2 Folgen)

## Theaterrollen (Auswahl)
- 2009: Ansikten i vattnet (Gesichter im Wasser) von Janet Frame – Regie: Nils Poletti (Turteatern, Kärrtorp)
- 2010: Evigt Ung von Erik Gedeon – Regie: Erik Gedeon (Värmlandsoperan Spinneriet, Karlstad)
- 2011: I lusthuset (Im Gartenhaus) von Jane Bowles – Regie: Sofia Jupither (Königliches Dramatisches Theater, Stockholm)